# 疋田哲夫
疋田 哲夫（ひきた てつお、1948年7月9日 - ）は、放送作家・脚本家。作家集団「オフィス自由本舗」代表。

## 来歴・人物
奈良県奈良市般若寺町出身。大阪工業大学工学部電子工学科（現在の電子情報システム工学科）中退。日本ギャラクシー賞受賞。代表作は「夜はクネクネ」「鶴瓶上岡パペポTV」「ダウンタウンDX」「ちちんぷいぷい」「せやねん!」など。
プロ作家を育成する心斎橋大学の主任講師でもある。

## 過去のTV作品
- 「新・必殺仕置人」（テレビ映画・ABCテレビ）
- 「部長刑事」（テレビドラマ・ABCテレビ）
- 「しゃべくりバラエティ－日本－」（NHKテレビ）
- 「夜はクネクネ！」（MBSテレビ）
- 「ラブアタック!」（ABCテレビ）
- 「ボウルDEビンゴ」（関西テレビ）
- 「11PM」（よみうりテレビ）
- 「EXテレビ」（よみうりテレビ）
- 「ざまぁKANKAN!」（よみうりテレビ）
- 「鶴瓶上岡パペポTV」（よみうりテレビ）
- 「ちちんぷいぷい」（MBSテレビ　月～金曜日　14時～18時）　他多数

## 現在放送中
- 「せやねん!」（MBSテレビ　土曜日　9時30分～13時）
- 「哲ちゃんの哲学」（エフエムもりぐち　土曜日　24時～24時30分）

## 著作
- 「消費税ってどんな税金？」（清文社刊）
- 「不良中年講座　哲ちゃんの『哲学』」（情報センター出版局刊）
- よしもと100本映画「総長刑事」（脚本・監督）

### 作詞作品
- 天童よしみ「2008年大阪花音頭」「大阪…夢と希望と愛」

## 受賞
- 1983年　日本民間放送連盟賞　テレビ娯楽部門金賞（夜はクネクネ！）
- 1987年　ギャラクシー薦賞（鶴瓶・上岡　パペポTV）
- 1990年　民放祭金賞（EXテレビ）
- 1992年　「第21回上方お笑い大賞『秋田實賞』」受賞